# كويزي كاسكيدي
كويزي كاسكيدي (الاسم العلمي:Cantharellus cascadensis) هو نوع من الفطريات يتبع جنس الكويزي من فصيلة الكويزية.